# UGT2B7
UGT2B7 (UDP-Glukuronoziltransferaza-2B7) je izoenzim metabolizma faze II za koji je utvrđeno da je aktivan u jetri, bubrezima, epitelnim ćelijama donjeg gastrointestinalnog trakta, a takođe je zabeležen i u mozgu. Kod ljudi, UDP-glukuronoziltransferaza-2B7 je kodirana genom UGT2B7.

## Literatura
- Kwara A, Lartey M, Boamah I, Rezk NL, Oliver-Commey J, Kenu E, Kashuba AD, Court MH (септембар 2009). „Interindividual variability in pharmacokinetics of generic nucleoside reverse transcriptase inhibitors in TB/HIV-coinfected Ghanaian patients: UGT2B7*1c is associated with faster zidovudine clearance and glucuronidation”. Journal of Clinical Pharmacology. 49 (9): 1079—90. PMC 2749505 . PMID 19628728. doi:10.1177/0091270009338482.
- Hwang MS, Lee SJ, Jeong HE, Lee S, Yoo MA, Shin JG (2010). „Genetic variations in UDP-glucuronosyltransferase 2B7 gene (UGT2B7) in a Korean population”. Drug Metabolism and Pharmacokinetics. 25 (4): 398—402. PMID 20814162. doi:10.2133/dmpk.DMPK-10-SC-021.
- Rose JE, Behm FM, Drgon T, Johnson C, Uhl GR (2010). „Personalized smoking cessation: interactions between nicotine dose, dependence and quit-success genotype score”. Molecular Medicine. 16 (7–8): 247—53. PMC 2896464 . PMID 20379614. doi:10.2119/molmed.2009.00159.
- Holmes MV, Shah T, Vickery C, Smeeth L, Hingorani AD, Casas JP (децембар 2009). „Fulfilling the promise of personalized medicine? Systematic review and field synopsis of pharmacogenetic studies”. PLOS ONE. 4 (12): e7960. Bibcode:2009PLoSO...4.7960H. PMC 2778625 . PMID 19956635. doi:10.1371/journal.pone.0007960 .
- Kwara A, Lartey M, Sagoe KW, Kenu E, Court MH (октобар 2009). „CYP2B6, CYP2A6 and UGT2B7 genetic polymorphisms are predictors of efavirenz mid-dose concentration in HIV-infected patients”. AIDS. 23 (16): 2101—6. PMC 2875867 . PMID 19779319. doi:10.1097/QAD.0b013e3283319908.
- Setlur SR, Chen CX, Hossain RR, Ha JS, Van Doren VE, Stenzel B, Steiner E, Oldridge D, Kitabayashi N, Banerjee S, Chen JY, Schäfer G, Horninger W, Lee C, Rubin MA, Klocker H, Demichelis F (јануар 2010). „Genetic variation of genes involved in dihydrotestosterone metabolism and the risk of prostate cancer” (PDF). Cancer Epidemiology, Biomarkers & Prevention. 19 (1): 229—39. PMID 20056642. S2CID 11725521. doi:10.1158/1055-9965.EPI-09-1018 .
- Sánchez MB, Herranz JL, Leno C, Arteaga R, Oterino A, Valdizán EM, Nicolás JM, Adín J, Armijo JA (март 2010). „Genetic factors associated with drug-resistance of epilepsy: relevance of stratification by patient age and aetiology of epilepsy”. Seizure. 19 (2): 93—101. PMID 20064729. S2CID 17525536. doi:10.1016/j.seizure.2009.12.004 .
- Chen M, LeDuc B, Kerr S, Howe D, Williams DA (март 2010). „Identification of human UGT2B7 as the major isoform involved in the O-glucuronidation of chloramphenicol”. Drug Metabolism and Disposition. 38 (3): 368—75. PMID 20008037. S2CID 10438280. doi:10.1124/dmd.109.029900.
- Ross CJ, Katzov-Eckert H, Dubé MP, Brooks B, Rassekh SR, Barhdadi A, Feroz-Zada Y, Visscher H, Brown AM, Rieder MJ, Rogers PC, Phillips MS, Carleton BC, Hayden MR (децембар 2009). „Genetic variants in TPMT and COMT are associated with hearing loss in children receiving cisplatin chemotherapy”. Nature Genetics. 41 (12): 1345—9. PMID 19898482. S2CID 21293339. doi:10.1038/ng.478.
- Tang L, Ye L, Singh R, Wu B, Lv C, Zhao J, Liu Z, Hu M (јун 2010). „Use of glucuronidation fingerprinting to describe and predict mono- and dihydroxyflavone metabolism by recombinant UGT isoforms and human intestinal and liver microsomes”. Molecular Pharmaceutics. 7 (3): 664—79. PMC 2941766 . PMID 20297805. doi:10.1021/mp900223c.
- Woillard JB, Rerolle JP, Picard N, Rousseau A, Drouet M, Munteanu E, Essig M, Marquet P, Le Meur Y (јун 2010). „Risk of diarrhoea in a long-term cohort of renal transplant patients given mycophenolate mofetil: the significant role of the UGT1A8 2 variant allele”. British Journal of Clinical Pharmacology. 69 (6): 675—83. PMC 2883760 . PMID 20565459. doi:10.1111/j.1365-2125.2010.03625.x.
- Yu L, Qian M, Liu Y, Yao T, Zeng S (мај 2010). „Stereoselective metabolism of propranolol glucuronidation by human UDP-glucuronosyltransferases 2B7 and 1A9”. Chirality. 22 (4): 456—61. PMID 19644937. doi:10.1002/chir.20765.
- Yang JW, Lee PH, Hutchinson IV, Pravica V, Shah T, Min DI (октобар 2009). „Genetic polymorphisms of MRP2 and UGT2B7 and gastrointestinal symptoms in renal transplant recipients taking mycophenolic acid”. Therapeutic Drug Monitoring. 31 (5): 542—8. PMID 19730281. S2CID 6454841. doi:10.1097/FTD.0b013e3181b1dd5e.
- Ahn J, Schumacher FR, Berndt SI, Pfeiffer R, Albanes D, Andriole GL, Ardanaz E, Boeing H, Bueno-de-Mesquita B, Chanock SJ, Clavel-Chapelon F, Diver WR, Feigelson HS, Gaziano JM, Giovannucci E, Haiman CA, Henderson BE, Hoover RN, Kolonel LN, Kraft P, Ma J, Le Marchand L, Overvad K, Palli D, Stattin P, Stampfer M, Stram DO, Thomas G, Thun MJ, Travis RC, Trichopoulos D, Virtamo J, Weinstein SJ, Yeager M, Kaaks R, Hunter DJ, Hayes RB (октобар 2009). „Quantitative trait loci predicting circulating sex steroid hormones in men from the NCI-Breast and Prostate Cancer Cohort Consortium (BPC3)”. Human Molecular Genetics. 18 (19): 3749—57. PMC 2742399 . PMID 19574343. doi:10.1093/hmg/ddp302.
- Hu M, Lui SS, Mak VW, Chu TT, Lee VW, Poon EW, Tsui TK, Ko GT, Baum L, Tam LS, Li EK, Tomlinson B (октобар 2010). „Pharmacogenetic analysis of lipid responses to rosuvastatin in Chinese patients”. Pharmacogenetics and Genomics. 20 (10): 634—7. PMID 20679960. S2CID 3475599. doi:10.1097/FPC.0b013e32833de489.
- Zhao W, Fakhoury M, Deschênes G, Roussey G, Brochard K, Niaudet P, Tsimaratos M, André JL, Cloarec S, Cochat P, Bensman A, Azougagh S, Jacqz-Aigrain E (новембар 2010). „Population pharmacokinetics and pharmacogenetics of mycophenolic acid following administration of mycophenolate mofetil in de novo pediatric renal-transplant patients”. Journal of Clinical Pharmacology. 50 (11): 1280—91. PMID 20147615. S2CID 22875166. doi:10.1177/0091270009357429.
- Blanca Sánchez M, Herranz JL, Leno C, Arteaga R, Oterino A, Valdizán EM, Nicolas JM, Adín J, Shushtarian M, Armijo JA (април 2010). „UGT2B7_-161C>T polymorphism is associated with lamotrigine concentration-to-dose ratio in a multivariate study”. Therapeutic Drug Monitoring. 32 (2): 177—84. PMID 20216122. S2CID 44807993. doi:10.1097/FTD.0b013e3181ceecc6. hdl:10261/49808.
- Yong M, Schwartz SM, Atkinson C, Makar KW, Thomas SS, Newton KM, Aiello Bowles EJ, Holt VL, Leisenring WM, Lampe JW (фебруар 2010). „Associations between polymorphisms in glucuronidation and sulfation enzymes and mammographic breast density in premenopausal women in the United States”. Cancer Epidemiology, Biomarkers & Prevention. 19 (2): 537—46. PMC 2820123 . PMID 20142249. doi:10.1158/1055-9965.EPI-09-0898.
- Joy MS, Boyette T, Hu Y, Wang J, La M, Hogan SL, Stewart PW, Falk RJ, Dooley MA, Smith PC (новембар 2010). „Effects of uridine diphosphate glucuronosyltransferase 2B7 and 1A7 pharmacogenomics and patient clinical parameters on steady-state mycophenolic acid pharmacokinetics in glomerulonephritis”. European Journal of Clinical Pharmacology. 66 (11): 1119—30. PMC 3739695 . PMID 20567810. doi:10.1007/s00228-010-0846-x.

## Spoljašnje veze
- human+UGT2B7 на 
- UGT2B7+protein,+human на 
- „GT2B7”. PharmGKB. PharmGKB. Приступљено 2009-01-13.